# شلال مادهابكوندا
شلال مادهابكوندا (بالبنغالية: মাধবকুন্ড)‏ هو واحد من أعلى الشلالات في بنغلاديش، بارتفاع إجمالي 61 متر (200 قدم). ويقع ضمن منطقة بارليخا، التابعة لمقاطعة مولفيبازار . يعد هذا المكان من الأماكن السياحية في بنغلاديش، ويعود ذلك للطبيعة المحيطة بالشلال ووجوده.

## التاريخ
خلال رحلة صيد استكشافية إلى تلال باتاريا، أراد رجا جوفاردهان من غور (حكم في 1250-1260) إنشاء مكان راحة للمسافرين. فوجد راهبًا اسمه مادابيشوار يتأمل تحت الشلالات. وتكريما للراهب، سُميت الشلالات «شلالات مادهابكوندا».

## المواصلات
يمكن الوصول براً إلى الشلال من مدينة سيلهيت أو مولفيبازار ، أو عبر وسائل النقل العامة، حيث يوجد قطار يصل حتى تلك المحطة.

## المنظر الجمالي
يمكن للزوار الاستمتاع بمنظر الطبيعة، والجمال الأخضر لحديثة الشاي والتلال، ورؤية مناظر طبيعية من مزارع وأشجار ليمون في الطريق الموصل للشلال.

## معرض الصور

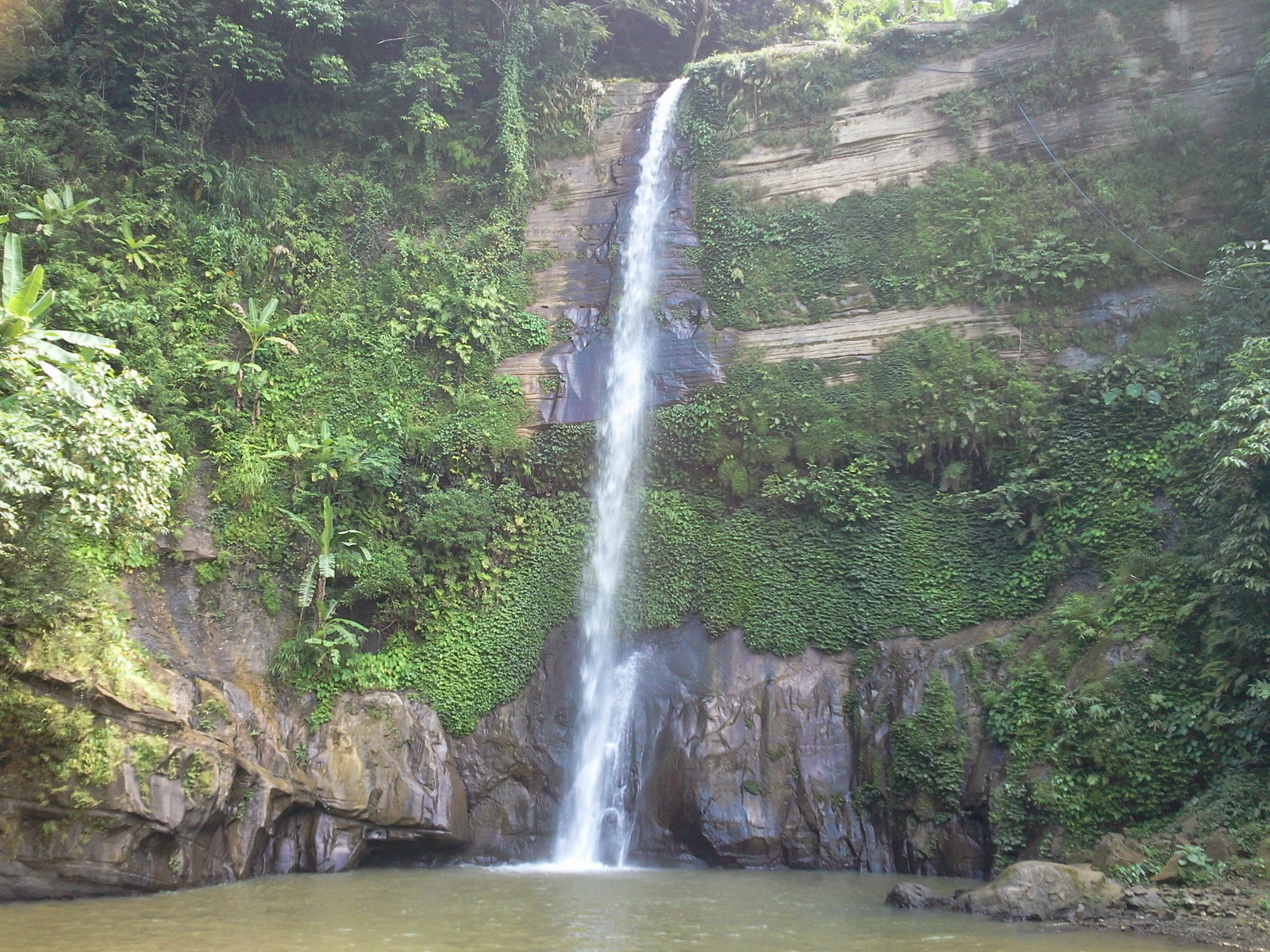
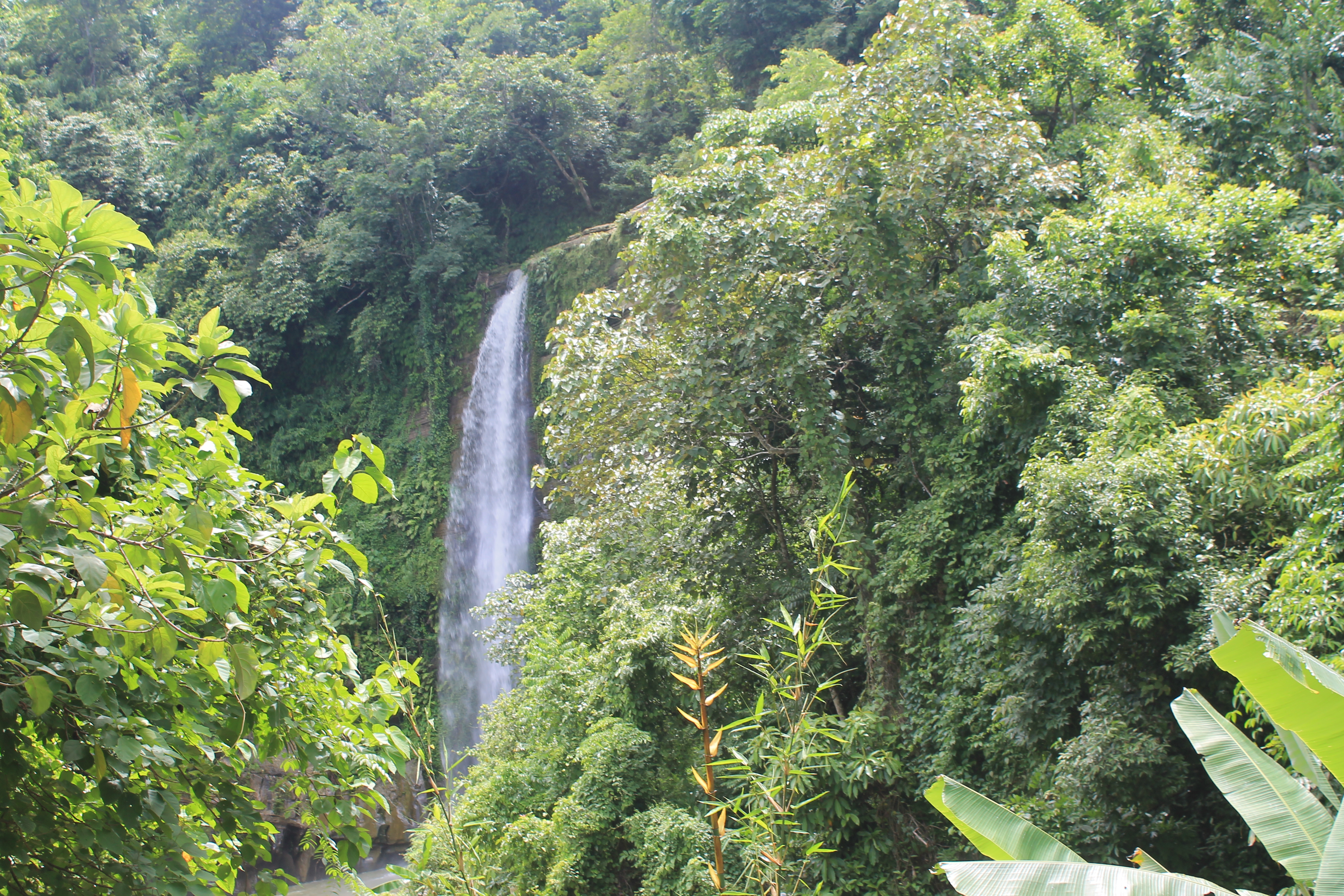
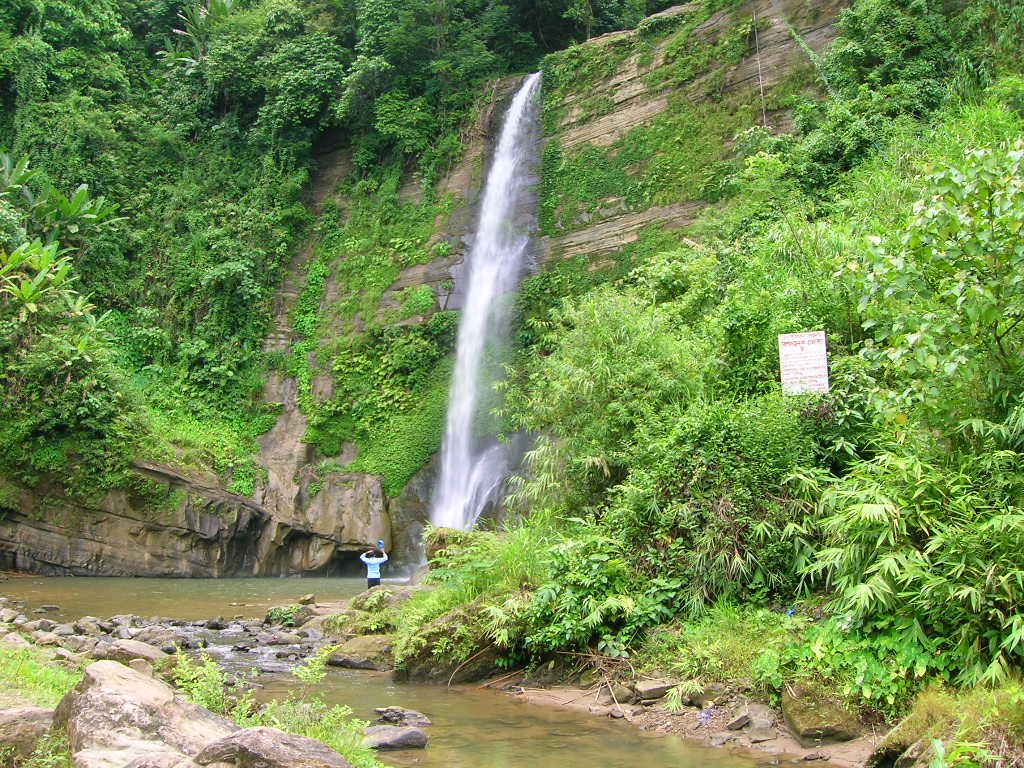
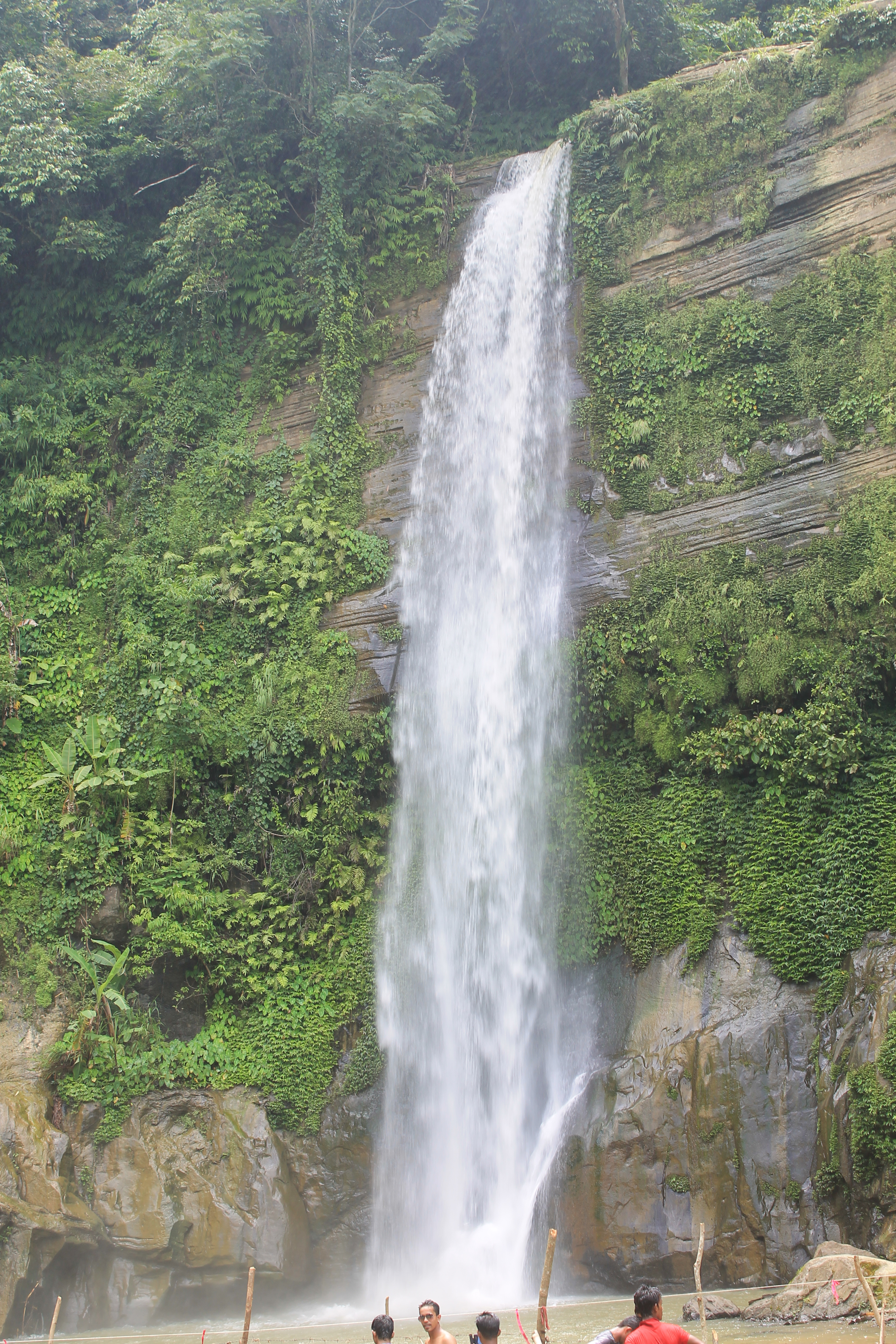
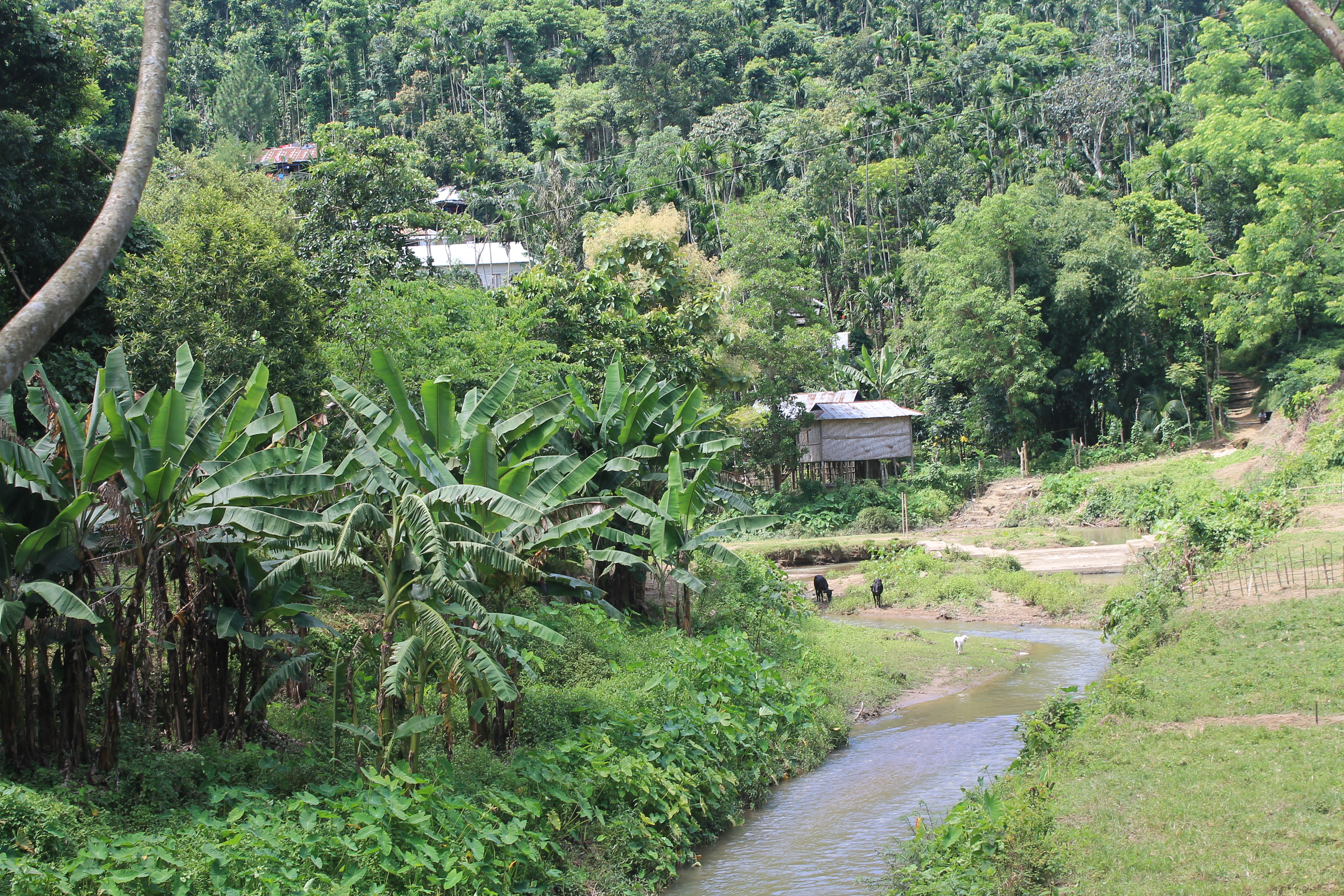
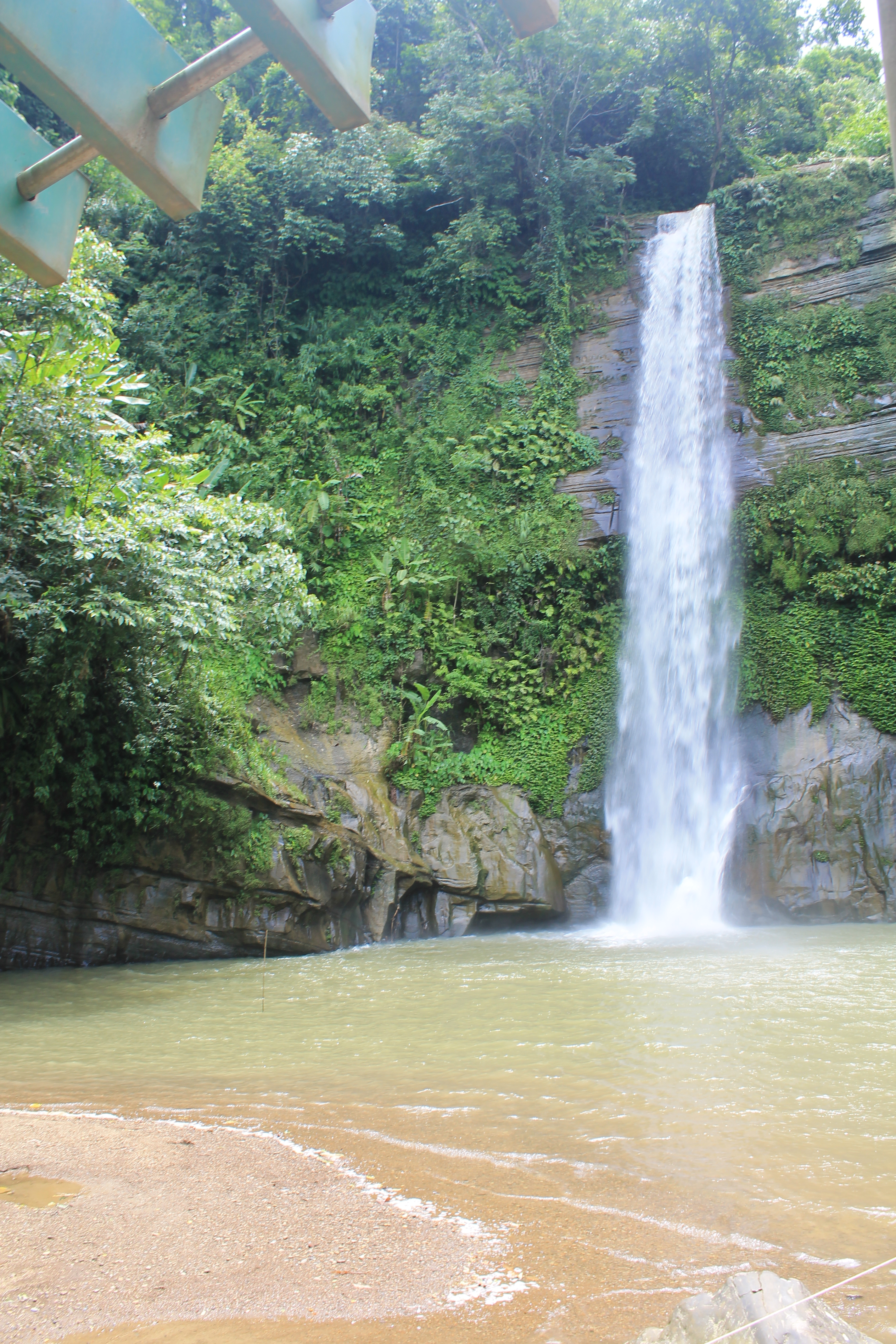
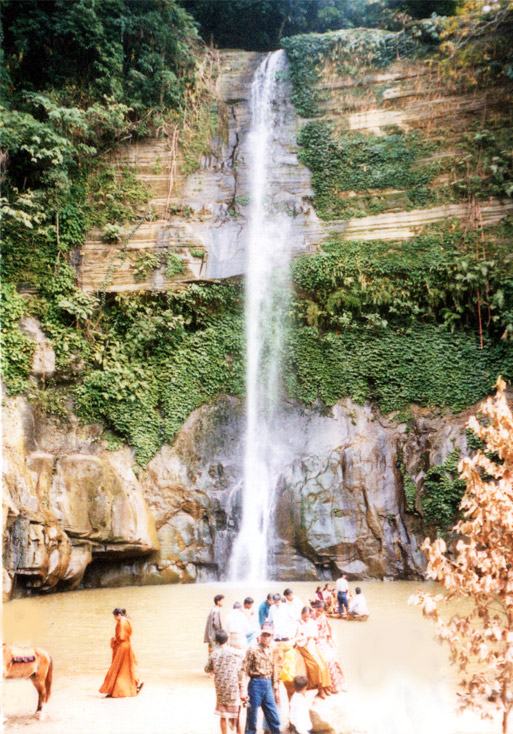
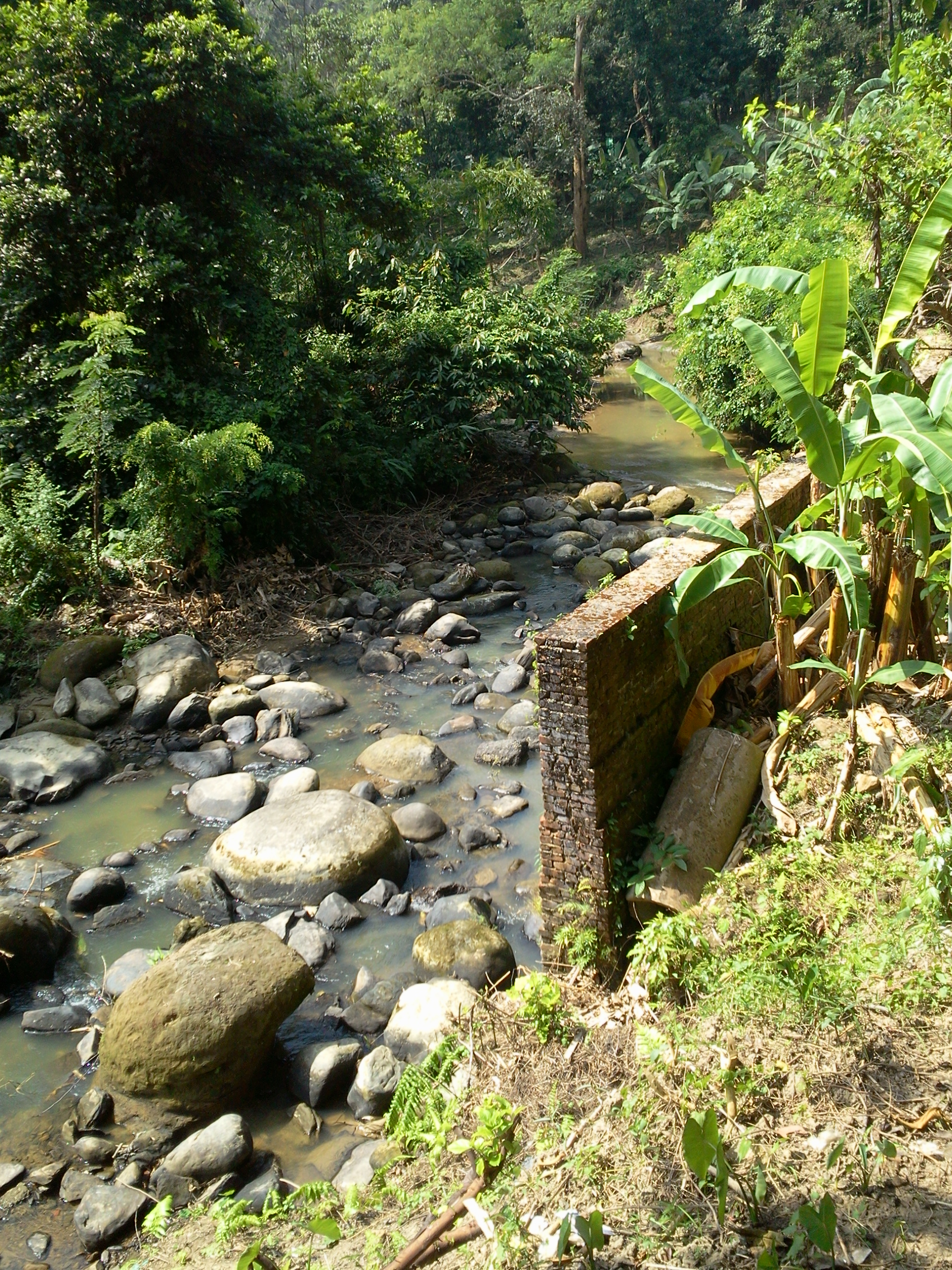
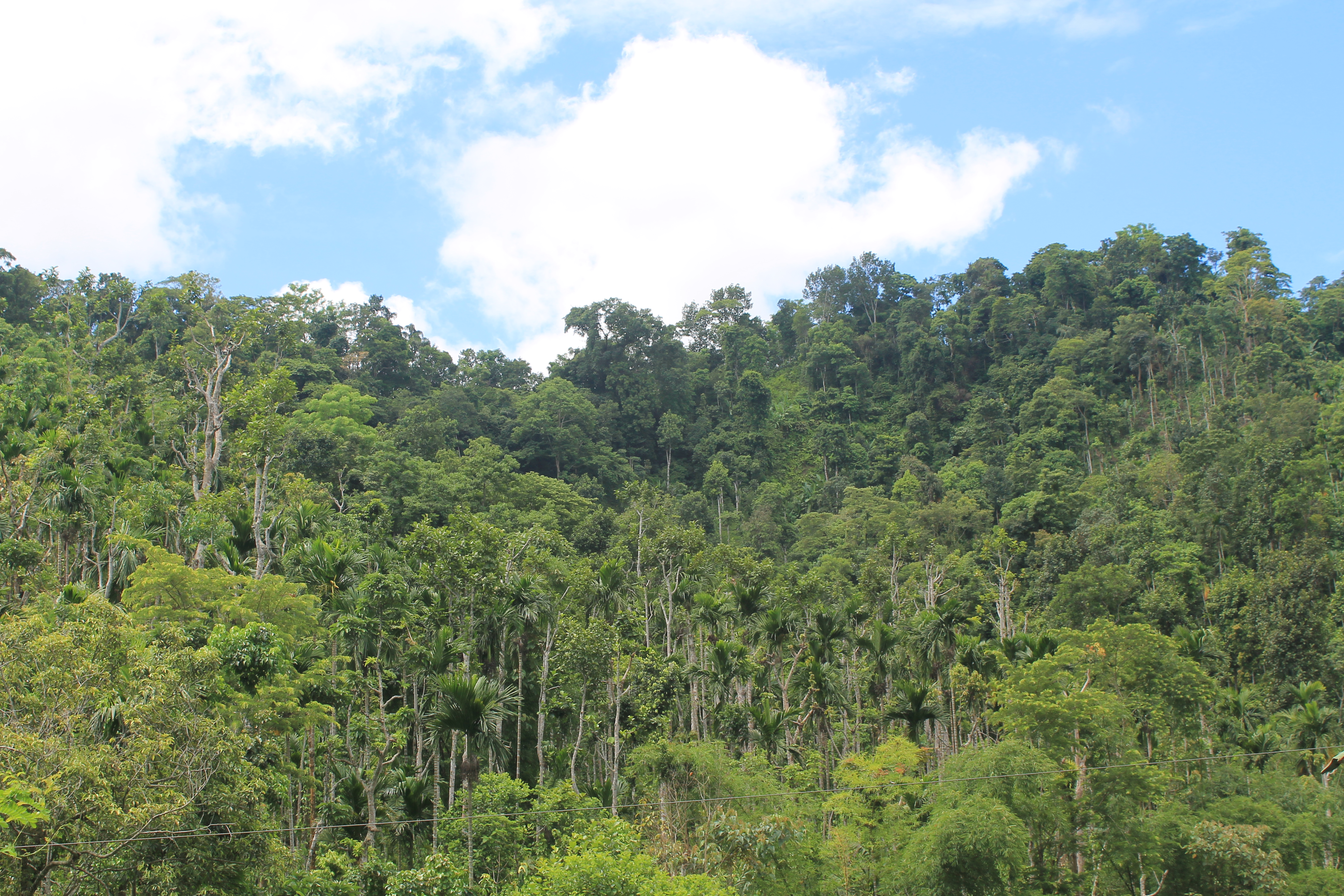
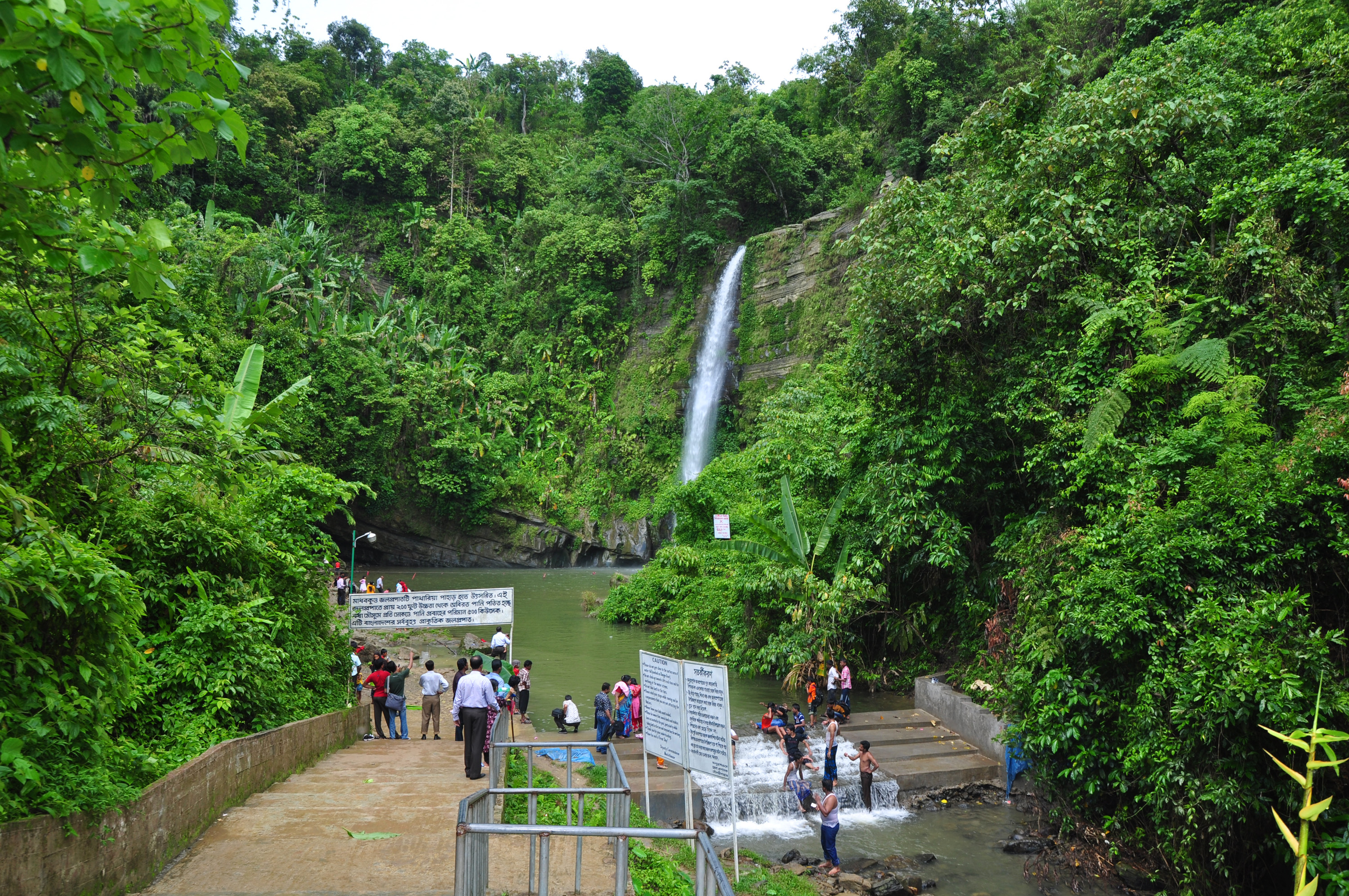
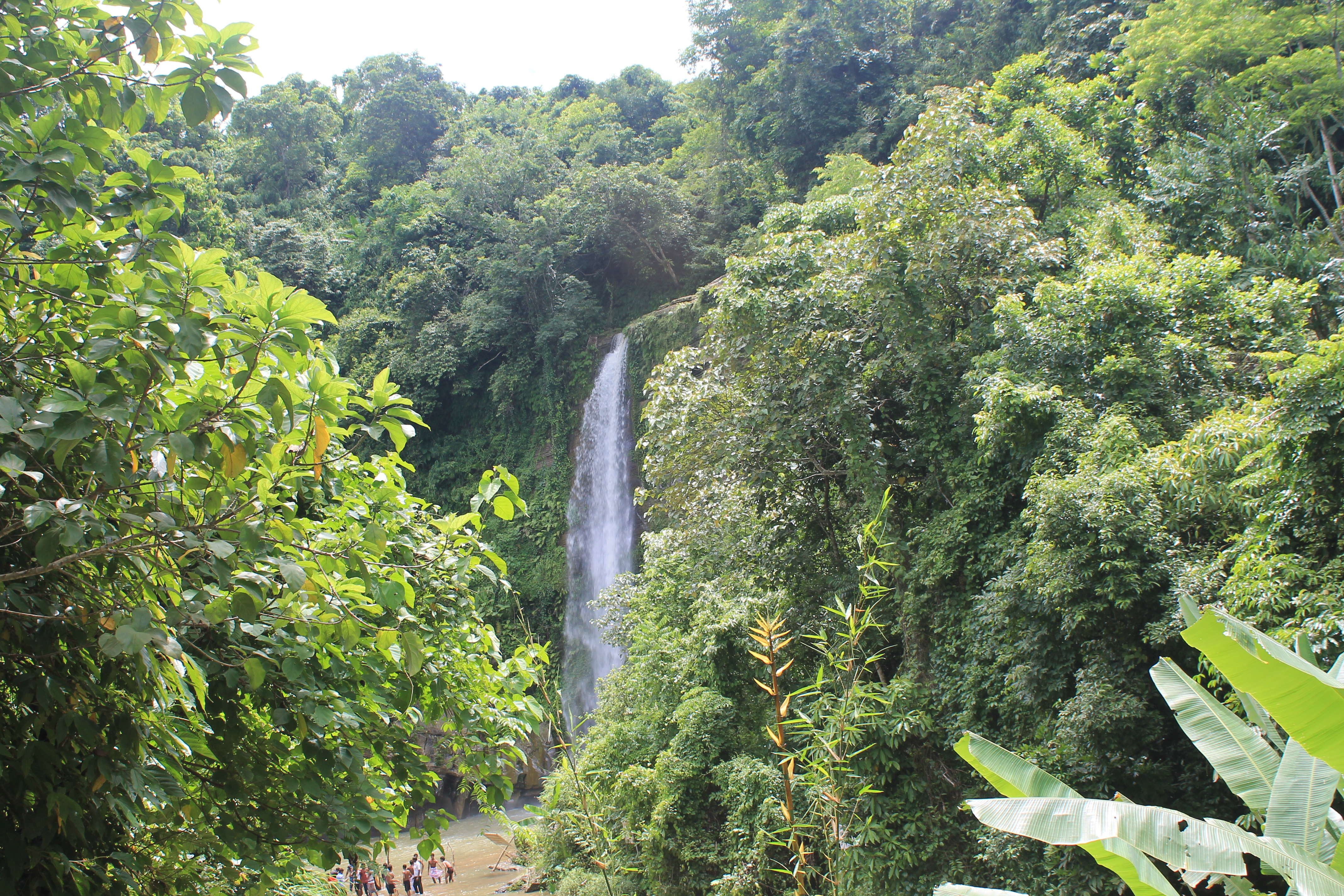
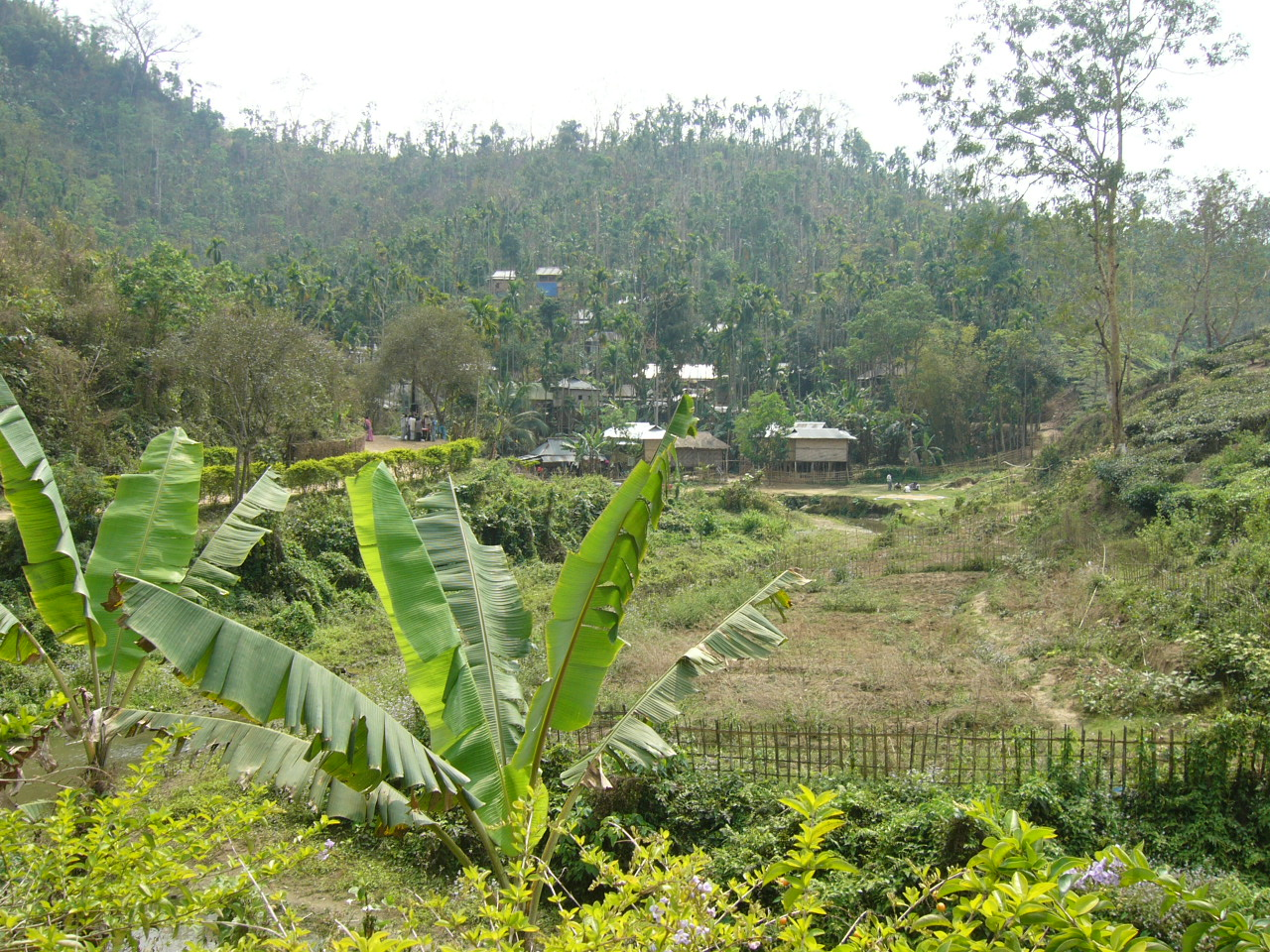